# 阿魯達杜什維紐什
阿魯達杜什維紐什（葡萄牙語：Arruda dos Vinhos），是葡萄牙的城鎮，位於該國中南部，由里斯本區負責管轄，始建於1172年，面積77.96平方公里，2011年人口13,391，人口密度每平方公里171.77人。
38°59′N 9°4′W / 38.983°N 9.067°W